# Steinfurtbach (Selke)
Der Steinfurtbach, auch Elbingstalbach, ist ein Gebirgsbach im Unterharz in Sachsen-Anhalt. Der Bach ist ein linker Nebenfluss der Selke.

## Verlauf
Die Quelle liegt bei Bärenrode. Der Bach durchfließt den Bärenröder Teich und den Elbingstalteich, der den Steinfurtbach am Ausgang des Elbingstals aufstaut. Dieses gehört in den Teilen unterhalb der B 242 zum Naturschutzgebiet Selketal. Nur wenig unterhalb des Elbingstalteichs mündet der Steinfurtbach an Fließkilometer 59,1 in die Selke, die ein rechter Nebenfluss der Bode ist.